# Кано Хогай

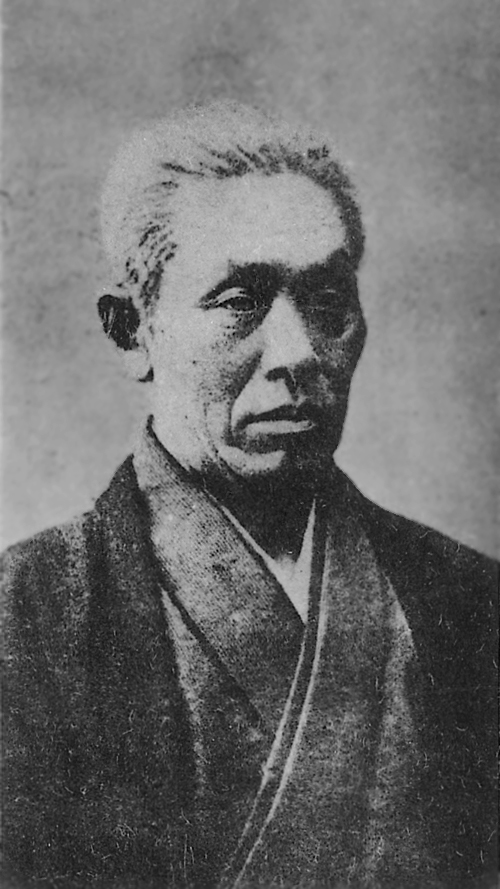
Кано Хогай

'Кано Хогай (яп. 狩野 芳崖, 27 февраля 1828 года — 5 ноября 1888 года) — японский художник, представитель школы Кано, один из основоположников стиля нихонга.

## Жизнь и творчество
Кано Котаро (яп. 狩野 幸太郎 кано: ко:таро:) родился в префектуре Ямагути в семье художника Кано Сэйко (яп. 狩野晴皐), бывшего учеником мастера Кано Исэнъина Наганобу (яп. 伊川院栄信, 1775–1828) и служил семейным художником феодального рода Мори. В 1854 году Хогай приезжает в столицу Японии Эдо и учится в школе Кобикитё (яп. 木挽町) под руководством художника Сёсэнъина Таданобу (1823—1880). Затем работает уже как самостоятельный живописец под псевдонимом Сёкай (яп. 勝海), вплоть до начала гражданских волнений в эпоху реставрации Мэйдзи. В последующие 10 лет, после 1868 года, когда мастера школы Кано утратили все свои привилегии, Хогай занимается преимущественно росписью по фарфору и лаковыми работами. В 1882 и в 1884 годы выставляет свои пейзажи на «Всеяпонском конкурсе по развитию искусств» (яп. 内国絵画共進会). В этот период его разыскивают Эрнест Феноллоза и Окакура Какудзо с тем, чтобы убедить вернуться к живописи в стиле Кано и продолжить её традиции. Совместно с живописцем Хасимото Гахо они основывают «Общество развития живописи» (яп. 鑑画会 кангакай). После этого Хогай занимается созданием государственной Высшей школы искусств, однако умирает до её открытия в 1889 году.
Как и его друг Хасимото, Хогай включает в свои полотна элементы и приёмы западной живописи, в том числе развитие перспективы и игры светотени, не применявшиеся ранее в Японии. Помимо пейзажей, писал также картины на буддийскую тематику, используя при этом в том числе и яркие краски.

## Галерея

Милосердная Каннон (1888)
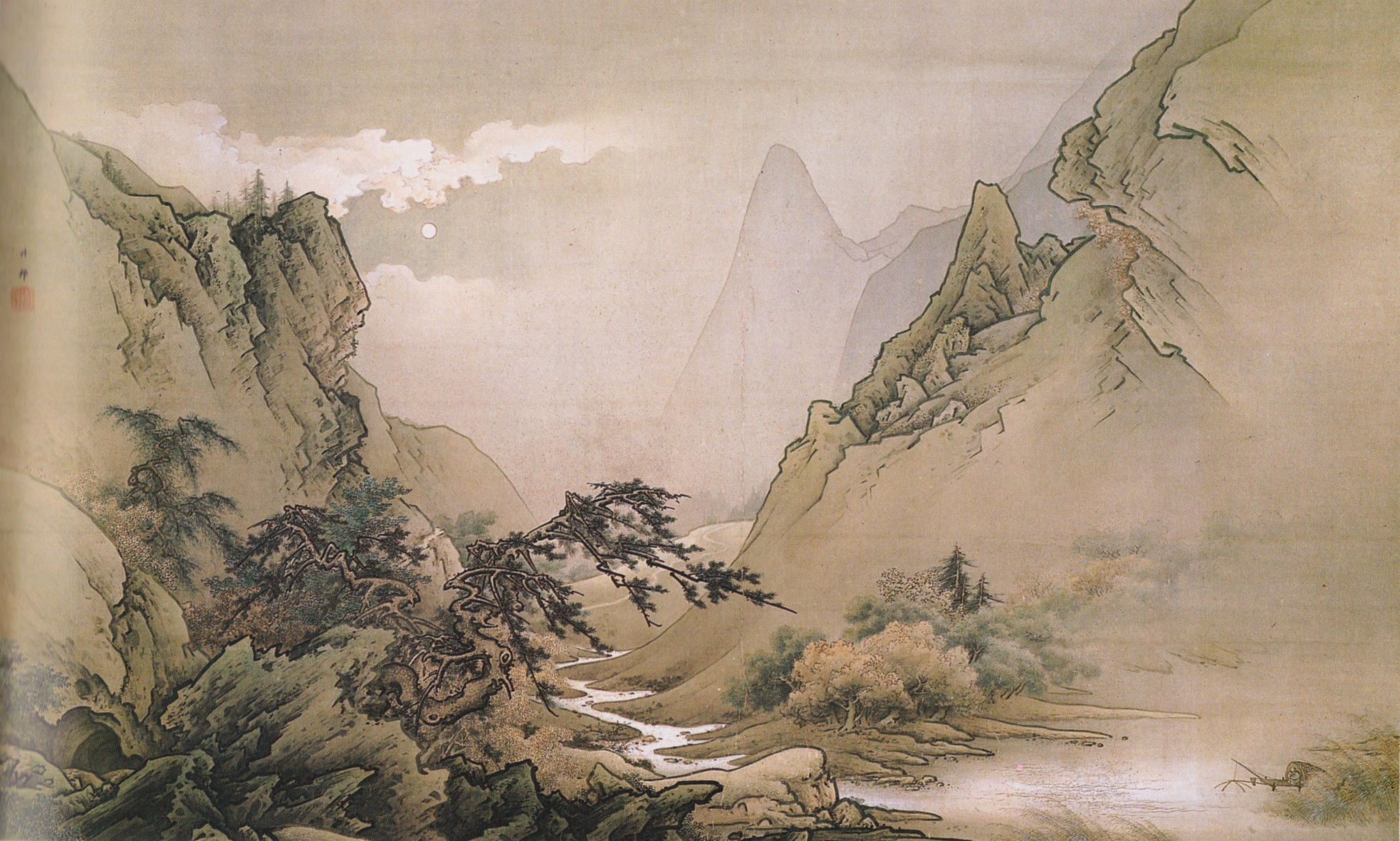
Пейзаж
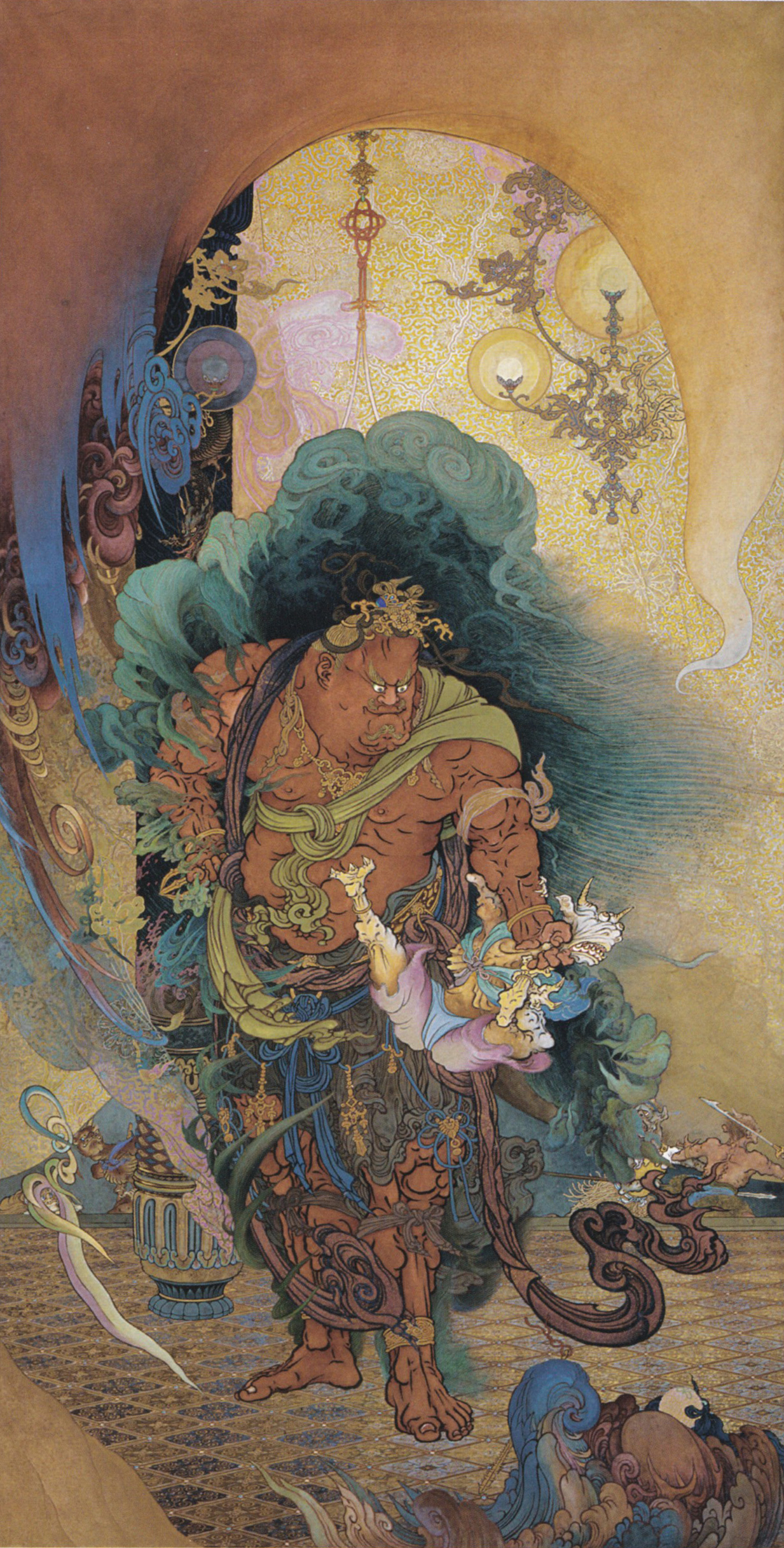
Нио, страж храма
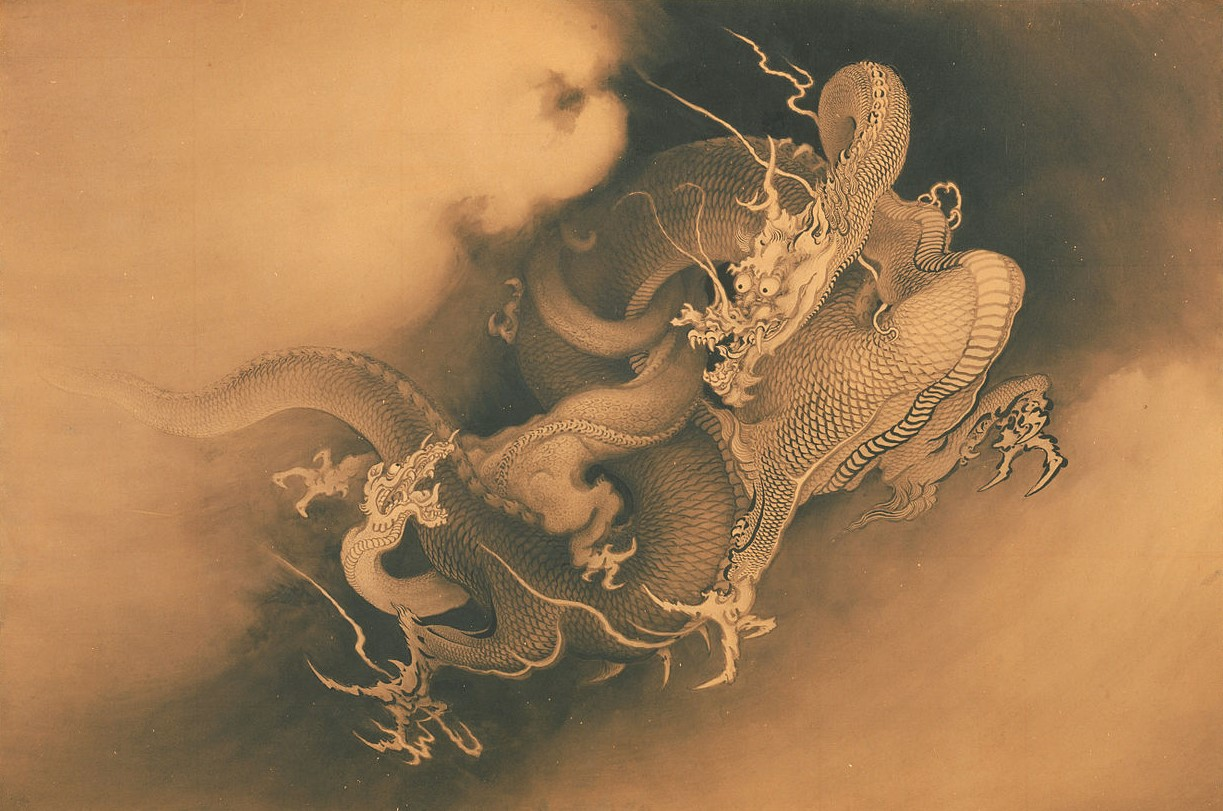
Драконы
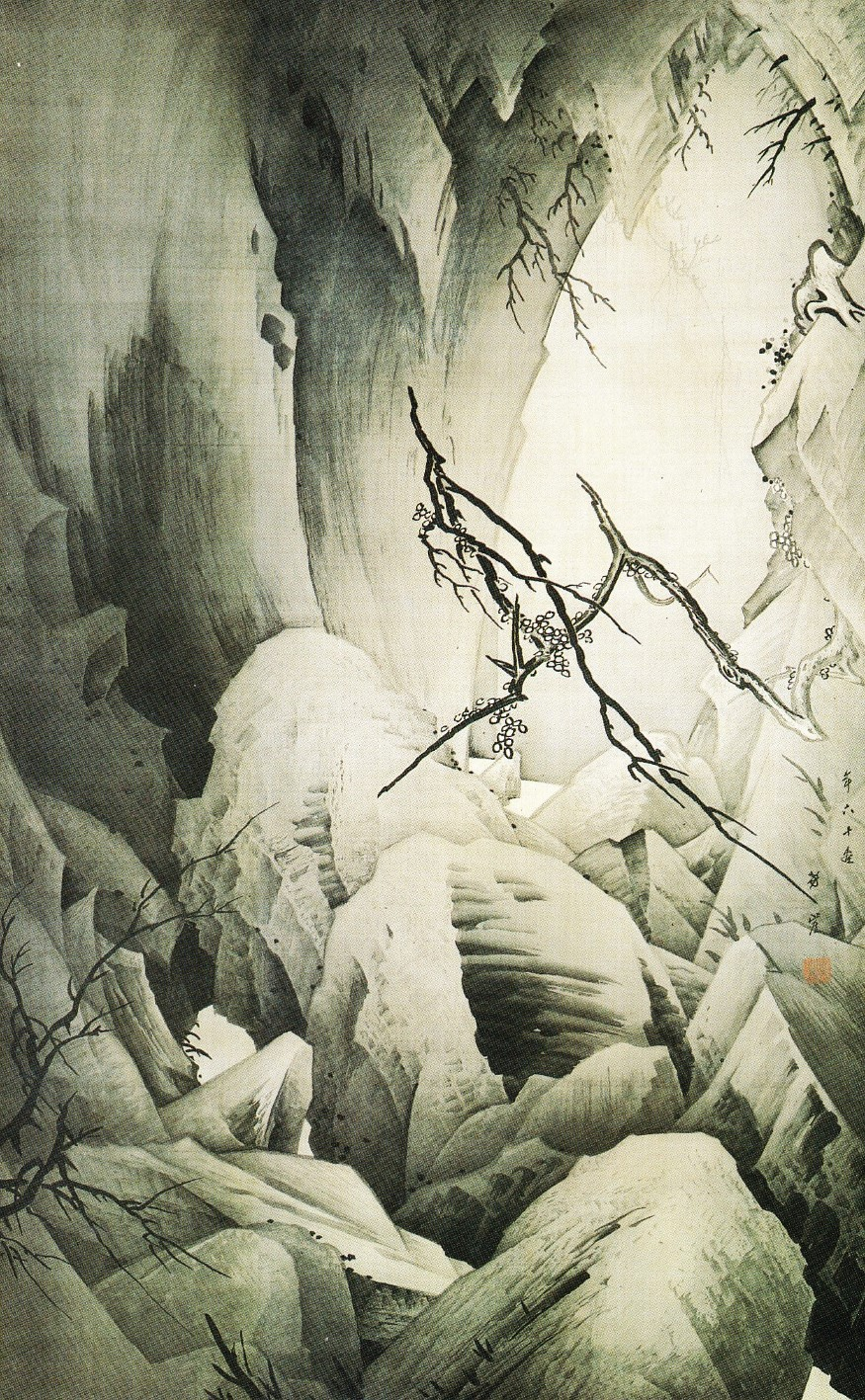
Скалы
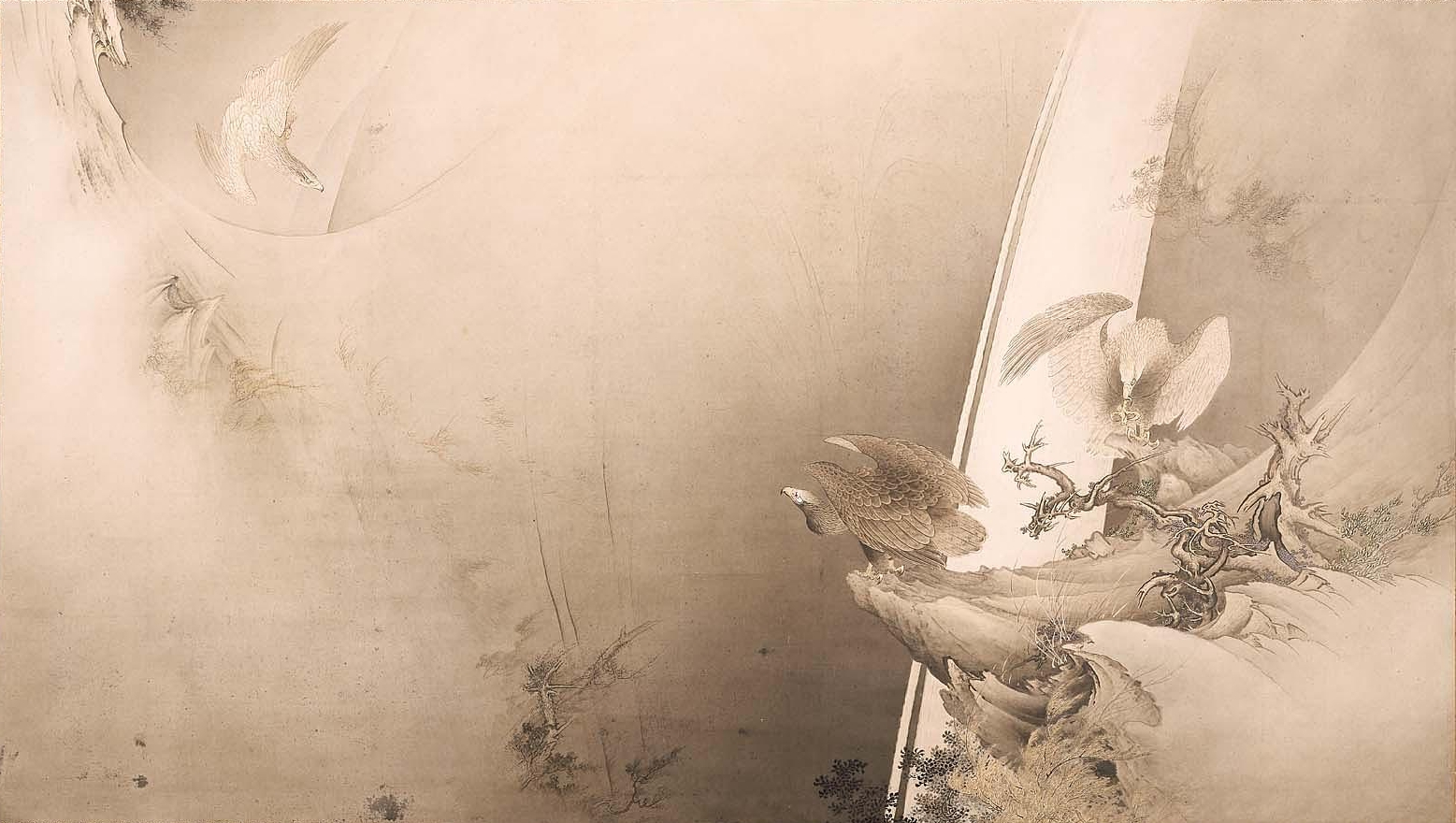
Орёл